# Nuoto di fondo ai campionati europei di nuoto 2014 - 5 km maschili
La gara dei 5 km in acque libere maschile si è svolta la mattina del 13 agosto 2014 e vi hanno partecipato 26 atleti.

## Medaglie
| Posizione | Atleti      | Paese       |
| --------- | ----------- | ----------- |
| Oro       | Daniel Fogg | Regno Unito |
| Argento   | Rob Muffels | Germania    |
| Bronzo    | Thomas Lurz | Germania    |

## Risultati
| Pos. | Atleta               | Nazionalità | Tempo   |
| ---- | -------------------- | ----------- | ------- |
|      | Daniel Fogg          | Regno Unito | 53:41.4 |
|      | Rob Muffels          | Germania    | 54:01.8 |
|      | Thomas Lurz          | Germania    | 54:02.6 |
| 4    | Simone Ercoli        | Italia      | 54:12.3 |
| 5    | Sören Meissner       | Germania    | 54:19.2 |
| 6    | Nicola Bolzonello    | Italia      | 54:33.9 |
| 7    | Kirill Abrosimov     | Russia      | 54:34.9 |
| 8    | Romain Beraud        | Francia     | 54:43.9 |
| 9    | Luca Ferretti        | Italia      | 54:58.3 |
| 10   | Antonios Fokaidis    | Grecia      | 55:08.0 |
| 11   | Patrik Rákos         | Ungheria    | 55:19.2 |
| 12   | Artem Podyakov       | Russia      | 55:59.1 |
| 13   | Ventsislav Aydarski  | Bulgaria    | 55:59.6 |
| 14   | Matthias Schweinzer  | Austria     | 56:10.1 |
| 15   | Márk Papp            | Ungheria    | 56:21.2 |
| 16   | Antonio Arroyo       | Spagna      | 56:29.3 |
| 17   | Jan Pošmourný        | Rep. Ceca   | 57:00.8 |
| 18   | Anton Evsikov        | Russia      | 57:02.9 |
| 19   | Thomas Liess         | Svizzera    | 57:26.3 |
| 20   | Mark Deans           | Regno Unito | 57:28.5 |
| 21   | Kyrylo Shvets        | Ucraina     | 57:54.0 |
| 22   | Danylo Sereda        | Ucraina     | 58:26.4 |
| 23   | Jakub Tobias         | Rep. Ceca   | 58:37.3 |
| 24   | Dániel Székelyi      | Ungheria    | 59:46.7 |
| —    | Pál Joensen          | Fær Øer     | DSQ     |
| —    | Marc-Antoine Olivier | Francia     | DSQ     |